# Amaurobius borealis
Amaurobius borealis es una especie de araña del género Amaurobius, familia Amaurobiidae. Fue descrita científicamente por Emerton en 1909.
Se distribuye por Canadá y los Estados Unidos. La especie se mantiene activa durante todos los meses del año.